# كارل ليونارد
كارل ليونارد (بالإنجليزية: Karl Leonard)‏ هو نساج ‏ نيوزلندي، ولد في 1964.